# Château de Montgarnaud
Le château de Montgarnaud est un édifice situé à Neuvy, en France.

## Localisation
Le château est situé sur le territoire de la commune de Neuvy, dans le département de l'Allier, en région Auvergne-Rhône-Alpes.

## Description
Le château de Montgarnaud est une gentilhommière du début du XVIIIe siècle avec deux tours rondes aux angles. Un puits armorié date du XVIe siècle. La plus grosse tour est un ancien colombier ; elle est coiffée d'un lanterneau percé de huit ouvertures cintrées.